# 洛迈维蒂省
洛迈维蒂省（發音：[lomaiˈβitʃi]）是斐济的省份之一，行政上位于东部区，地理上位于洛迈维蒂群岛。
17°40′S 178°48′E / 17.667°S 178.800°E